# クルーシブル劇場
クルーシブル劇場（Crucible Theatre）はイングランド・シェフィールドにある劇場。1977年から毎年世界スヌーカー選手権の会場として使用されている。

## 歴史
1971年にオープン。2001年にはバークレイズの最優秀劇場賞を受賞。グレードII建造物に指定。
またスヌーカー以外のスポーツでは卓球、スカッシュの会場として使用されている。